# Otiothops macleayi
Otiothops macleayi är en spindelart som beskrevs av Banks 1929. Otiothops macleayi ingår i släktet Otiothops och familjen Palpimanidae.
Artens utbredningsområde är Panama. Inga underarter finns listade i Catalogue of Life.